# Lota de Macedo Soares
Maria Carlota Costallat de Macedo Soares (16 mars 1910 - 25 septembre 1967) est une architecte brésilienne.  

## Biographie
Maria Carlota Costallat de Macedo Soares naît le 16 mars 1910 à Paris. Elle fait partie d'une famille politique connue de l'État de Rio de Janeiro. Lota Macedo Soares, comme elle est appelée, a une longue relation amoureuse avec la poétesse américaine Elizabeth Bishop, de 1951 à 1967.  Bishop lui dédie l'un de ses recueils de poèmes en 1965, Questions of Travel (Questions de voyage).  
En 1967, Soares rejoint Bishop à New York, après une longue hospitalisation en raison de sa dépression. Le jour de son arrivée à New York, le 19 septembre, Soares fait une surdose de tranquillisants. Elle meurt quelques jours plus tard, soit le 25 septembre 1967. omar

## Carrière
Grâce, en partie, à ses liens avec le monde politique, le gouverneur invite Lola Macedo Soares à créer et à superviser la construction du Parc de Flamengo à Rio de Janeiro. Ne possédant pas de diplôme, elle regroupe des amis avec qui elle redonne vie à ce projet pensé par Affonso Eduardo Reidy vers la fin des années 1940. Soares a pour objectif de favoriser le rapprochement entre le centre-ville historique et les nouveaux secteurs résidentiels. Lorsque son projet bénéficie d'un appui social suffisant, des experts et des designers réalisent le Parc du Flamengo. Parmi ses collaborateurs figurent Affonso Eduardo Reidy, Sérgio Bernardes, Jorge Moreira, Ethel Bauzer de Medeiros, Roberto Burl Marx et Luiz Emygdio de Mello Filho. 

## Adaptation cinématographique
Sa relation avec Elizabeth Bishop et avec le politicien Carlos Lacerda, ainsi que son implication dans le coup d'état brésilien de 1964, sont au cœur du film Reaching for the Moon, une adaptation du livre Flores Raras e Banalíssimas ("Fleurs rares et banales"), de Carmen Lucia de Oliveira, et du livre The More I Owe You ("Plus je te dois") de l'auteur américain Michael Sledge. 